# Отряд сопровождения фюрера
Отряд сопровождения фюрера (нем. Führerbegleitkommando) — специальный отряд из восьми телохранителей, созданный по инициативе Генриха Гиммлера в 1932 году и предназначенный непосредственно для защиты Адольфа Гитлера. Не следует путать это подразделение с одноимённым элитным формированием вермахта, созданным в середине 1930-х годов, в дальнейшем сменившим несколько названий и ставшим позднее соединением.

## История

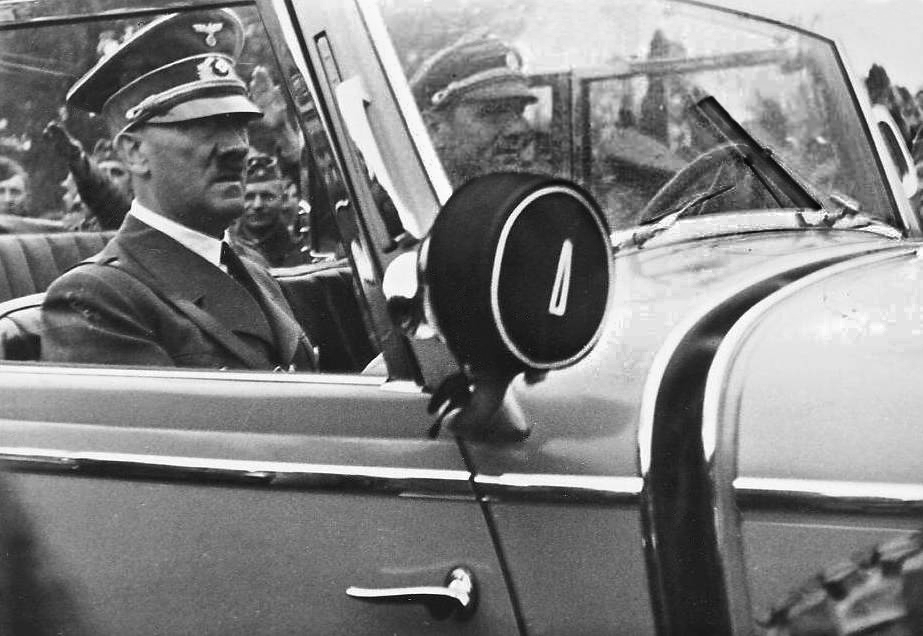
Гитлер и его личный водитель Эрих Кемпка

Датой образования отряда принято считать 19 февраля 1932 года. Вообще, Гитлер был охраняемым лицом ещё с 1920-х годов, но это были ещё не специализированные подразделения. Специально для этого в 1923 году был создан отряд телохранителей, который сопровождал Гитлера во время его поездок за пределы Мюнхена. В 1925 году этот отряд стал называться «охранный отряд» (нем. Schutzstaffel) или, сокращённо «СС», которым лично командовал сам Гитлер, всегда боявшийся покушений. Позднее количество отрядов увеличилось и они стали известны как «Войска СС». Эти отряды, в свою очередь, объединялись в штурмовые отряды, известные как «штурмовики» или «коричневорубашечники» (нем. Sturmabteilung, сокращённо СА). При формировании НСДАП это были военизированные формирования, охранявшие, в первую очередь, лично Гитлера. Позднее вследствие конфликтов руководства СА с руководством НСДАП в местах, куда приезжал Гитлер, влияние СА сильно ослабло, уступив место непосредственно СС.
В 1932 году должны были состояться выборы в НСДАП. Для охраны непосредственно Адольфа Гитлера во время предвыборной кампании Гиммлер стал искать достойных кандидатов на роль охранников. Было найдено 12 человек из отрядов СС, которых представили Гитлеру. Из них Гитлер лично отобрал восьмерых. Эти восемь охранников практически всегда, на всех мероприятиях тесным кольцом окружали вождя. Через год, когда Гитлер стал рейхсканцлером, количество охраны и количество задач стало расти, но эта восьмёрка всегда была рядом с фюрером. Позднее состав отряда менялся. В связи с растущей потребностью в охране первых лиц государства, их резиденций, штабов и прочих объектов, бывшие телохранители основали элитные формирования, в том числе Имперскую службу безопасности и 1-ю танковую дивизию СС «Лейбштандарт СС Адольф Гитлер».
Кроме непосредственно «Отряда сопровождения фюрера» первое лицо нацистской Германии, естественно, охраняли параллельно ещё несколько групп охранников, в которые входили как профессионалы, набранные из профессиональных сыщиков и имевшие специальную подготовку, так и «драчуны» из коричневорубашечников.
«Отряд сопровождения фюрера» существовал до 30 апреля 1945 года, вплоть до смерти Гитлера. Последний командир отряда Франц Шедле застрелился через полтора дня после самоубийства Гитлера. После окончания Второй мировой войны члены отряда, оставшиеся в живых, участвовали в исследованиях личности Гитлера, истории преступлений национал-социализма, были свидетелями в различных расследованиях, давали интервью.

## Состав
В первый состав восьмёрки входили:
- Курт Гильдиш[англ.] (нем. Kurt Gildisch) (1904—1956)
- Франц Шедле (1906—1945)
- Бруно Геше[англ.] (нем. Bruno Gesche) (1905—1980)
- Эрих Кемпка (1910—1975)
- Адольф Дир[нем.] (нем. Adolf Dirr) (1907—1998)
- Вилли Херцбергер[нем.] (нем. Willy Herzberger) (1895-???)
- Бодо Гельценлойхтер[нем.] (нем. Bodo Gelzenleuchter) (1905—1943)
- Август Кёрбер[нем.] (нем. August Körber) (1905-???)